# Etika archeologie

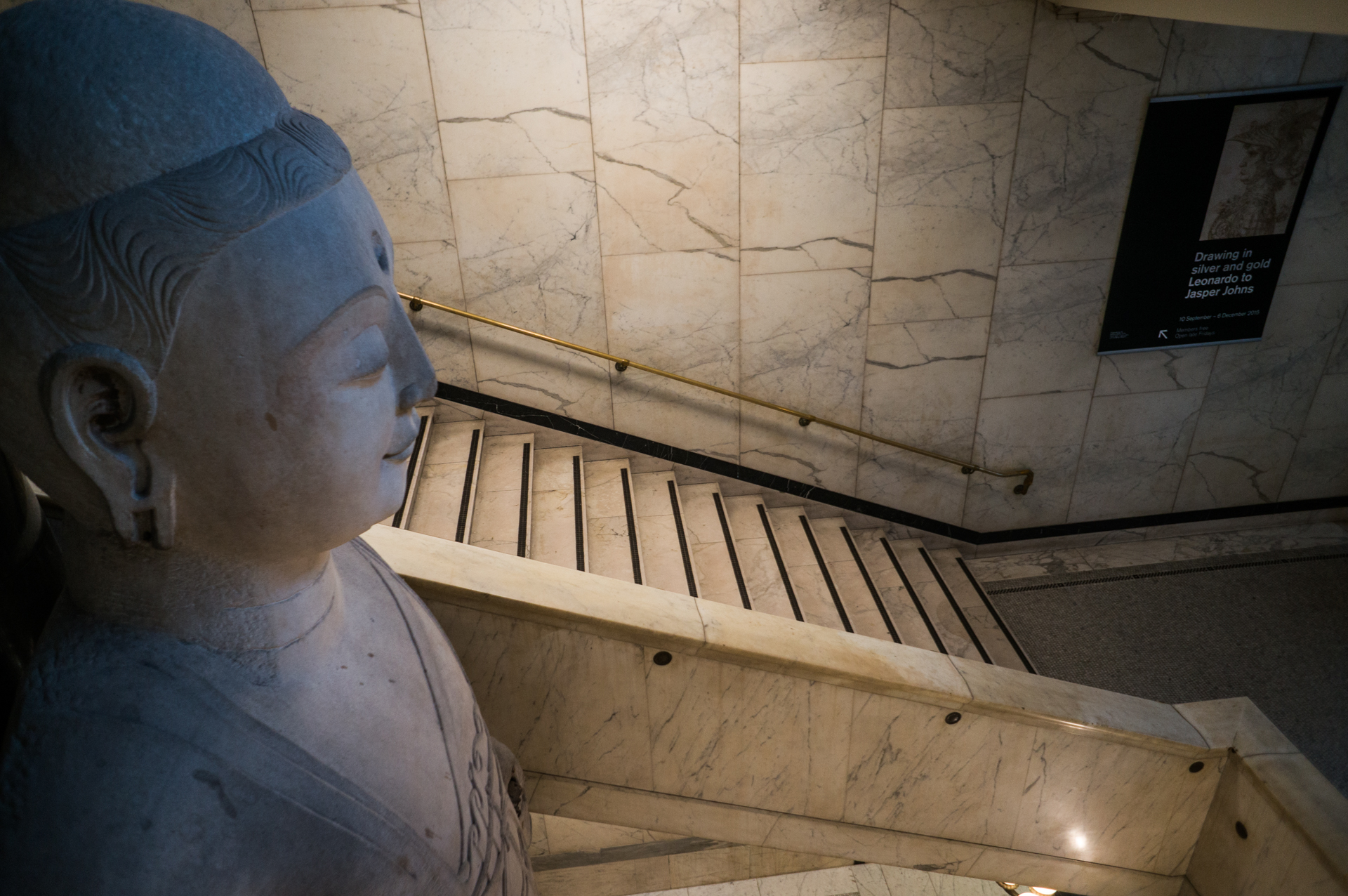
Fotografie z Britského muzea, které dnes uchovává přes 8 milionů památek z bývalých britských kolonií po celém světě.

Etika archeologie se týká morálních otázek ve studiu hmotného dědictví minulosti.
Stejně jako vědci z jiných odvětví jsou archeologové povinni provádět své výzkumy tak, aby získané informace vyvážily zásah do prostředí. Jejich práci ovlivňují především zákony týkající se duševního vlastnictví, bezpečnosti a ochrany zdraví při práci a právní závazky, týkající se provádění archeologických výzkumů. V Česku jsou pro právní úpravu archeologie klíčové zejména Památkový zákon, Stavební zákon a Maltská konvence.
Profesní sdružení vyžadují, aby jejich zástupci zajistili dostatečnou ochranu archeologického dědictví pro budoucí generace a důstojně zacházeli s lidskými pozůstatky. Obvykle také podporují prezentace výsledků výzkumů pro veřejnost (přednášky, výstavy, popularizační pořady, aj.). Téma etiky v archeologii vyvstalo s rokem 1970, kdy UNESCO začalo chránit světové kulturní památky.

## Vyjmutí z kontextu
Ačkoliv první archologové se snažili výkopy shromáždit co nejvíce zajímavých předmětů, v současnosti je při práci archeologa je nutné, aby byly pozůstatky zachyceny v kontextu, ve kterém se dostaly pod zem. Ten totiž může vypovídat o lidské minulosti často obšírněji než předmět samotný, může nést informace o stáří nebo účelu artefaktů i o minulém přírodním prostředí apod. Při archeologickém výzkumu je pak nutné tento kontext co nejpodrobněji zdokumentovat, protože dochází k jeho nevratnému zničení. K tomu se kromě tradiční fotografické a kresebné dokumentace využívají i nejmodernější metody jako např. 3D skenování a různé přírodovědné analýzy.
S tím souvisí i otázka, zda by vůbec měly být archeologické památky vykopávány (a tím narušovány). V tomto ohledu nový přístup proráží například archeopark Pavlov, kde návštěvníci mohou památky vidět přímo v původních místech nálezu. Možnost studia archeologických lokalit bez jejich narušování do značné míry otevírají nedestruktivní metody jako je letecká archeologie, laserové letecké skenování a jiné. Většina odborníků proto tyto metody upřednostňuje a k rozsáhlejším odkryvům obvykle dochází jen v případě ohrožení památek stavební činností.
Ožehavé je téma hledačů kovů pomocí detektorů. V České republice se takové činnosti mohou věnovat pouze organizace oprávněné k provádění archeologického výzkumu, které mají k této činnosti povolení od Ministerstva kultury ČR a dohodu s Akademií věd ČR. Ostatní fyzické a právnické osoby, zájmová sdružení a jiné skupiny terénní archeologický výzkum - včetně vyhledávání kovů pomocí detektorů - provozovat nemohou. Pokud tak konají, je jejich činnost nelegální a může být potrestána pokutou až ve výši 4 miliony Kč. Zájemcům o detektorový průzkum se proto doporučuje spolupráce s některou z oprávněných organizací, která zajišťuje metodické vedení i odbornou dokumentaci nálezů a jejich kontextu.

## Právo na vlastnictví
Rozsáhlé téma představuje kontrola a vlastnictví archeologických nálezů. V minulosti totiž byly artefakty používány jako nástroj propagandy i ospravedlnění válečných zločinů. Známým příkladem je Hitlerova skupina archeologů, kteří měli ve Střední Evropě hledat důkazy bájné árijské civilizace.
V období kolonialismu byla do Evropy převezena řada historických předmětů ze zámořských území, čímž došlo k jejich znehodnocení vyjmutím z kontextu. V zásadě lze mnohé z těchto přesunů dnes vnímat jako krádež, kontroverzní je například převoz tzv. Elginových mramorů.
Ještě problematičtější jsou přesuny domorodých lidských ostatků. Mnohé státy v tak současnosti usilují o repatriaci těchto pozůstatků zpět do země původu.
Ačkoliv v Evropě i v Severní Americe odborníci usilují o zamezení obchodu s archeologickými památkami, v Asii, Africe i Jižní Americe může často docházet k rabování archeologických lokalit za účelem prodeje artefaktů.

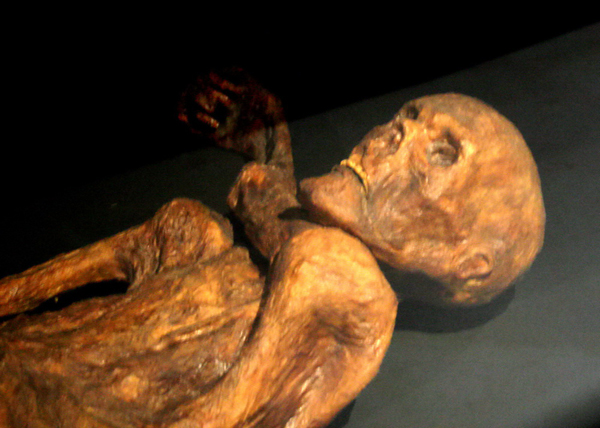
Mumie Ötzi

## Otázka výzkumu lidských ostatků
V současnosti většina zákoníků vyspělých zemí stanovuje právo na výzkum výhradně vědcům ze země naleziště. Kvůli tomu byla například podrobně určována poloha nálezu pravěkého muže Ötziho na hranici Rakouska a Itálie a ostatky byly následně převezeny k výzkumu v italském Bolzanu.
Mnohokrát v historii protestovali místní obyvatelé proti zásahům Evropanů do posvátných areálů, například při výzkumech aztéckých chrámů v Latinské Americe či v egyptských pyramidách. Domorodí obyvatelé také pronásledovali antropologa Tima Whita při jeho výzkumech v Etiopii, kde se snažil najít předchůdce moderních lidí.
Pro výzkumné účely často platí pro nakládání s ostatky výjimky z právních regulací. Zákon však také zohledňuje různé náboženské pohledy nutností důstojného zacházení při pitvě a pohřebnické činnosti. V ČR od roku 2002 platí pro vlastnictví lidských ostatků speciální právní úprava zakazující konzervovat nebo balzamovat lidské pozůstatky osoby, která v době úmrtí byla nakažena jednou z vybraných nemocí.